# Lucio Gallardo
General Lucio Gallardo fue un militar mexicano que participó en la Revolución mexicana. Murió defendiendo su posición para las fuerzas huertistas en Cerro Magistral, Zacatecas.   